# Ida Møller
Ida Christine Møller, född den 2 juli 1872 i Kingston upon Hull i Storbritannien, död den 10 augusti 1947 på Frederiksberg, var en dansk operasångerska (sopran).
Møller kom som helt liten till Köpenhamn, fick sin utbildning av Sophie Keller, och debuterade 1894 på Det Kongelige Teater som Nattens drottning i Trollflöjten. Hennes ljusa sopranstämma i kombination med hennes naturliga musikalitet och hennes sceniska närvaro gav henne snabbt en stor repertoar, bland annat som Vilhelmine i Édouard du Puys Ungdom och dårskap, Blonde i Enleveringen ur Seraljen, Zerlina i Don Juan, Susanna i Figaros bröllop, Anna i Heinrich Marschners Hans Heiling, Aase i Peter Heises Drot og Marsk, och marskalkinnan i Rosenkavaljeren.
Från 1901 utbildade sig Møller vidare hos Devillier i Paris, och 1910–1911 följde hon med Vilhelm Herold när han grundade en opera på Dagmarteatret, men vände därefter åter tillbaka till nationalscenen. Hon tog avsked från operan 1926, men gjorde därefter en del gästspel. Hon utnämndes 1907 till kunglig kammarsångerska, och tilldelades Tagea Brandts rejselegat for kvinder 1934.